# Гейлі Вестенра
Ге́йлі Ді Ве́стенра (англ. Hayley Dee Westenra; нар. 10 квітня 1987, Крайстчерч, Нова Зеландія) — нідерландська сольна виконавиця, авторка пісень, посол доброї волі ЮНІСЕФ.

## Життєпис
Гейлі Вестенра має голландсько-ірландське коріння. Її батьки — Джилл і Джеральд Вестенра. Вона має сестру Софі та брата Ісаака. Родина має багато спільного з музикою: Ширлі, ірландська бабуся, була співачкою і піаністкою, а дідусь іноді грав на акордеоні.
Вперше Гейлі виступила в 6 років, знявшись у в шкільній постановці «Маленька зірка». Після вистави учитель, який дивився шоу, підійшов до батьків і сказав, що Гейлі має абсолютний музичний слух. Учитель заохотив Вестенра навчитись грати на музичному інструменті, щоб поліпшити свої музичні здібності. Вона вивчала нотну грамоту і навчалася гри на скрипці та піаніно. Почала відвідувати класи співу, виявила особливу прихильність до музичного театру.
Гейлі Вестенра стала міжнародною зіркою у 16 років, коли вийшов її перший міжнародний альбом Pure, він був на перших британських чартах класичної музики в 2003 році і був проданий у кількості понад 2 млн копій в усьому світі. Вестенра отримала численні нагороди не тільки в Новій Зеландії. У листопаді 2008 року вона була проголошена «серйозною музичною подією року» на щорічній нагороді ревю Club в Лондоні. Альбом Pure є найпродаванішим альбомом класичної музики в цей час. У серпні 2006 року вона виступала разом з ірландським гуртом Celtic Woman.
29 грудня 2013 року Гейлі Вестенра одружилася з Арно Сабарда. Церемонія відбулась у місті Гаварден (Кентербері, Нова Зеландія).

## Альбоми
- Hayley Westenra[en] (2001)
- My Gift to You[en] (2001)
- Pure[en] (2003)
- Odyssey[en] (2005)
- Treasure[en] (2007)
- River of Dreams: The Very Best of Hayley Westenra[en] (2008)
- Hayley Sings Japanese Songs[en] (2008)
- Hayley Sings Japanese Songs 2[en] (2009)
- Winter Magic[en] (2009)
- The Best of Pure Voice[en] (2010)
- Paradiso[en] (2011)
- The Best Of Hayley Sings Japanese Songs (2012)
- Hushabye[en] (2013)

## Дискографія
| Альбом       | Рік виходу |
| ------------ | ---------- |
| Pure         | 2003       |
| Odyssey      | 2005       |
| Treasure     | 2007       |
| Winter Magic | 2009       |
| Paradiso     | 2011       |
| Hushabye     | 2013       |